# 李遵 (明朝)
李遵（？—？），字孟公，號于鴻，浙江寧波府鄞县人，民籍，明朝政治人物。

## 生平
萬曆二十八年（1600年），李遵中式庚子科浙江鄉試舉人，萬曆四十七年（1619年）登己未科进士。刑部觀政，天啓二年授大理寺右評事，五年福建恤刑，七年考选，授雲南道監察御史，巡视十庫，管京通二倉，崇祯二年革职为民。後為陕西按察僉事。性高爽脱俗，嘗于城北起園亭為别業，位置泉石，有若自然。時鄞令王章、慈谿令汪伟皆循吏，与遵交。伟每至郡，輒与章同過遵園，闭门酣飲，時徹旦，次早章乘輿入縣，放衙畢復集。或天暑共浴池中，一时传为嘉事。

## 家族
曾祖李常。祖李俊，敕封徵仕郎忠義後衛经历。父李先嘉，工詩。母方氏。娶楊氏。子李薪。